# The Return of the Northern Moon
The Return of the Northern Moon — музичний альбом гурту Behemoth. Виданий 1993
року лейблом Pagan Records. Загальна тривалість композицій становить 26:59. Альбом відносять до напрямку блек-метал. 

## Список пісень
1. «...Of My Worship» — 0:56
2. «Summoning of the Ancient Gods» — 7:19
3. «Dark Triumph» — 5:08
4. «Rise of the Blackstorm of Evil» — 6:33
5. «Monumentum» (Intro) — 1:21
6. «Aggressor» (кавер Hellhammer) — 3:22
7. «Outro» — 3:00